# Solenopsis nitidum
Solenopsis nitidum é uma espécie de formiga do gênero Solenopsis, pertencente à subfamília Myrmicinae.